# Torneio de xadrez de Leningrado de 1973
O Torneio de xadrez de Leningrado de 1973 foi um torneio Interzonal realizado com o objetivo de selecionar três jogadores para participar do Torneio de Candidatos de 1974, que foi o Torneio de Candidatos do ciclo 1973-1975 para escolha do desafiante ao título no Campeonato Mundial de Xadrez de 1975. A competição foi realizada na cidade de  Leningrado de 3 a 28 de junho e teve como vencedor Victor Korchnoi.

## Tabela de resultados[1][3]
Os nomes em fundo verde claro indicam os jogadores que participaram do torneio de Candidatos do ano seguinte:
|    |                           | Rating | 1 | 2 | 3 | 4 | 5 | 6 | 7 | 8 | 9 | 10 | 11 | 12 | 13 | 14 | 15 | 16 | 17 | 18 | Total | Tie break |
| -- | ------------------------- | ------ | - | - | - | - | - | - | - | - | - | -- | -- | -- | -- | -- | -- | -- | -- | -- | ----- | --------- |
| 1  | Viktor Korchnoi           | 2635   | - | ½ | 1 | ½ | 1 | 1 | ½ | 1 | ½ | 1  | 1  | 1  | ½  | 1  | 0  | 1  | 1  | 1  | 13½   | 108.25    |
| 2  | Anatoly Karpov            | 2545   | ½ | - | ½ | 1 | ½ | ½ | 1 | ½ | 1 | ½  | 1  | ½  | 1  | 1  | 1  | 1  | 1  | 1  | 13½   | 104.25    |
| 3  | Robert Byrne              | 2570   | 0 | ½ | - | ½ | ½ | 1 | ½ | ½ | ½ | 1  | 1  | 1  | ½  | 1  | 1  | 1  | 1  | 1  | 12½   |           |
| 4  | Jan Smejkal               | 2570   | ½ | 0 | ½ | - | 0 | 0 | ½ | ½ | 1 | 1  | 0  | 1  | 1  | 1  | 1  | 1  | 1  | 1  | 11    |           |
| 5  | Robert Hübner             | 2600   | 0 | ½ | ½ | 1 | - | 0 | ½ | 1 | 1 | ½  | ½  | 1  | ½  | 1  | ½  | ½  | 0  | 1  | 10    | 79.50     |
| 6  | Bent Larsen               | 2620   | 0 | ½ | 0 | 1 | 1 | - | 1 | 0 | 0 | ½  | 0  | 1  | 1  | ½  | 1  | ½  | 1  | 1  | 10    | 75.00     |
| 7  | Gennady Kuzmin            | 2565   | ½ | 0 | ½ | ½ | ½ | 0 | - | 1 | 0 | ½  | ½  | ½  | 1  | ½  | 1  | 1  | 1  | ½  | 9½    |           |
| 8  | Mikhail Tal               | 2655   | 0 | ½ | ½ | ½ | 0 | 1 | 0 | - | 1 | ½  | 1  | 1  | ½  | 0  | 0  | 1  | 0  | 1  | 8½    | 67.25     |
| 9  | Svetozar Gligorić         | 2595   | ½ | 0 | ½ | 0 | 0 | 1 | 1 | 0 | - | ½  | ½  | ½  | ½  | 1  | ½  | 0  | 1  | 1  | 8½    | 64.00     |
| 10 | Mark Taimanov             | 2595   | 0 | ½ | 0 | 0 | ½ | ½ | ½ | ½ | ½ | -  | ½  | 1  | ½  | ½  | 1  | ½  | 1  | ½  | 8½    | 63.00     |
| 11 | Miguel Quinteros          | 2480   | 0 | 0 | 0 | 1 | ½ | 1 | ½ | 0 | ½ | ½  | -  | 0  | 0  | ½  | ½  | 1  | ½  | 1  | 7½    | 55.75     |
| 12 | Ivan Radulov              | 2510   | 0 | ½ | 0 | 0 | 0 | 0 | ½ | 0 | ½ | 0  | 1  | -  | 1  | 1  | ½  | ½  | 1  | 1  | 7½    | 49.50     |
| 13 | Wolfgang Uhlmann          | 2550   | ½ | 0 | ½ | 0 | ½ | 0 | 0 | ½ | ½ | ½  | 1  | 0  | -  | ½  | ½  | ½  | ½  | 1  | 7     | 51.75     |
| 14 | Eugenio Torre             | 2430   | 0 | 0 | 0 | 0 | 0 | ½ | ½ | 1 | 0 | ½  | ½  | 0  | ½  | -  | ½  | 1  | 1  | 1  | 7     | 45.00     |
| 15 | Josip Rukavina            | 2460   | 1 | 0 | 0 | 0 | ½ | 0 | 0 | 1 | ½ | 0  | ½  | ½  | ½  | ½  | -  | 0  | 1  | ½  | 6½    |           |
| 16 | Vladimir Tukmakov         | 2560   | 0 | 0 | 0 | 0 | ½ | ½ | 0 | 0 | 1 | ½  | 0  | ½  | ½  | 0  | 1  | -  | ½  | 1  | 6     |           |
| 17 | Guillermo Estévez Morales | 2385   | 0 | 0 | 0 | 0 | 1 | 0 | 0 | 1 | 0 | 0  | ½  | 0  | ½  | 0  | 0  | ½  | -  | 1  | 4½    |           |
| 18 | Miguel Cuéllar            | 2400   | 0 | 0 | 0 | 0 | 0 | 0 | ½ | 0 | 0 | ½  | 0  | 0  | 0  | 0  | ½  | 0  | 0  | -  | 1½    |           |